# Rellotge dels Llums (carrer de Rocafort)
El Rellotge dels Llums és un rellotge lluminós situat a la vorera del carrer de Rocafort, davant del número 2, de Barcelona. És germà del Rellotge dels Llums situat a la Via Laietana, davant del número 69. Ambdós estan inclosos a l'inventari dels Petits paisatges de Barcelona.

## Història
És obra del rellotger Juan Cabrerizo, segons projecte de Joan Bautista Sales, que el va patentar. Va ser instal·lat el 1929 per la Banca Rosés, davant de la seva oficina, amb motiu de la Exposició Universal de Barcelona. Quan la Banca Rosés va passar a ser el Banco Condal, el 1957, el rellotge va quedar en desús. El 2017 va ser restaurat per l'Institut del Paisatge Urbà de l'Ajuntament de Barcelona.

## Descripció
Encastat en el paviment de la vorera, fa dos metres de diàmetre i marca les hores i els minuts mitjançant un complex mecanisme de bombetes que s'encenen i s'apaguen de manera sincronitzada. Construït en pedra artificial de color verdós, porta incrustats uns discs de vidre glaçat que emeten llum i uns perfils de llautó amb ribets daurats que, a més de l'esfera numèrica, reprodueix el déu grec Hermes, logotip de la Banca Rosés, i l'escut de Barcelona.